# Los cosacos (novela)
Los cosacos (en ruso: Казаки Kazakí) es una novela corta, escrita por León Tolstói, publicada en el año 1863 en la popular revista literaria El Mensajero Ruso. Tanto Iván Turguénev como el ganador del Nobel de literatura Iván Bunin le dedicaron grandes elogios; el primero dijo que se trataba de su obra favorita de Tolstói.

## Sinopsis

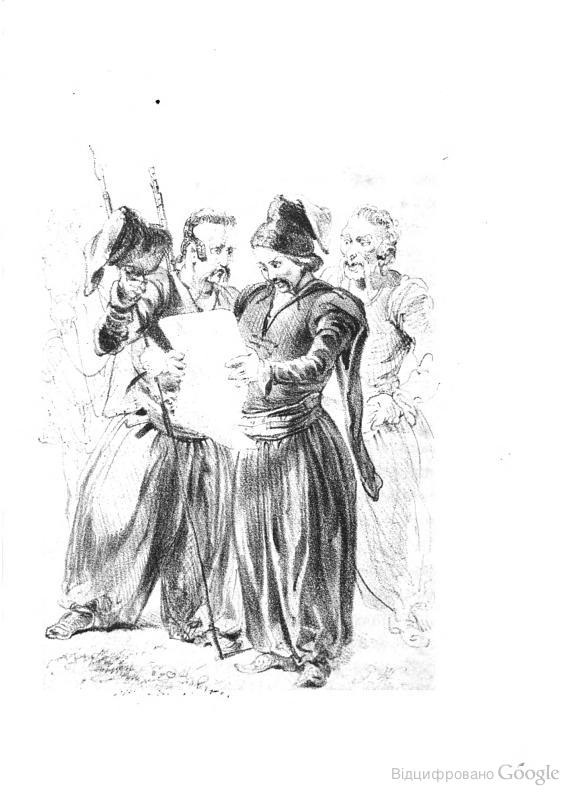
Representación de 4 cosacos de Zaporozhia.

Se cree que es una obra algo autobiográfica, parcialmente basada en las experiencias de Tolstói en el Cáucaso durante las últimas etapas de la Guerra del Cáucaso.
Desencantado con su vida privilegiada en la sociedad rusa, el noble Dmitri Olenin se une al ejército como cadete, con la esperanza de escapar de la superficialidad de su vida diaria. En una búsqueda para encontrar la "integridad", ingenuamente encuentra la serenidad entre los "simples" pueblos del Cáucaso.
En un intento de sumergirse en la cultura local, se hace amigo de un anciano.  Beben vino, maldicen y cazan faisanes y jabalíes según la tradición cosaca, y Olenin incluso empieza a vestirse a la manera de un cosaco. Él se olvida de sí y se enamora de la joven Marianka, a pesar de que es la novia de Lukashka (diminutivo de Luká). Mientras pasa la vida como un cosaco, aprende las lecciones de su propia vida interior, la filosofía moral, y la naturaleza de la realidad. Él también entender las complejidades de la psicología humana y la naturaleza.

## Resumen de la trama
El joven idealista Dmitri Olenin deja Moscú, con la esperanza de comenzar una nueva vida en el Cáucaso. En la  stanitsa, ubicada en las proximidades del Río Térek, poco a poco se enamora por los alrededores y desprecia a su existencia previa. Se hace amigo del viejo cosaco Eroshka, que va a cazar con él y lo encuentra un buen hombre a causa de su propensión a beber. Quien describe la vida de los Cosacos del Térek. Ahora bien, durante este tiempo, el joven cosaco Luká mata a un checheno (Abrek) que está tratando de venir a través del río hacia el pueblo para explorar los cosacos y de esta manera gana mucho respeto. Olenin se enamora de la Marianka criada, que se va a casar a Luká después en la historia. Se trata de detener esta emoción y, finalmente, se convence de que él ama tanto Luká y Marianka por su sencillez y decide que la felicidad sólo puede provenir de un hombre que constantemente da a los demás sin pensar en la autogratificación. La primera vez que da un caballo extra para Luká, quien acepta el presente, pero no confía en Olenin de sus motivos. Conforme pasa el tiempo, sin embargo, a pesar de que gana el respeto de los aldeanos locales, otro ruso llamado Beletsky,  que aún está unido a las formas de Moscú, viene y parcialmente corrompe los ideales Olenin y convence a él a través de sus acciones para tratar de ganar el amor de Marianka. Olenin se acerca a ella varias veces y Luká se entera de esto por un cosaco, y por lo tanto no invita a Olenin a la fiesta de esponsales. Olenin pasa la noche con Eroshka, pero pronto decide que no va a renunciar a la chica y trata de ganar su corazón de nuevo. Con el tiempo, en un momento de pasión, le pide que se case con él, que ella dice que responderá en breve. Luká, sin embargo, es gravemente herido cuando él y un grupo de cosacos van a enfrentar a un grupo de chechenos que están tratando de atacar a la población, como el hermano del hombre que mató antes. A pesar de los chechenos perder después de los cosacos tener un carro para bloquear las balas, el hermano de los muertos de Chechenia se las arregla para disparar a Luká en el vientre cuando está cerca. Como Luká parece estar muriendo y está siendo atendido por gente del pueblo, Olenin se acerca a Marianka para pedirle que se casara con él, ella rechaza airadamente. Se da cuenta de que "su primera impresión de la inaccesibilidad de esta mujer había sido perfectamente correcto." Le pide a su comandante de la compañía para salir y formar parte del personal. Dice adiós a Eroshka, que es el único aldeano que lo ve fuera. Eroshka es emocional hacia Olenin pero después de Olenin se quita y mira hacia atrás, ve que Eroshka aparentemente ya se ha olvidado de él y ha vuelto a la vida normal.

## Adaptación al Cine
El cineasta soviético Vasili Pronin dirigió una adaptación al cine de los cosacos en 1961, que se estrenó en la reunión anual Festival de Cine de Cannes.